# خانه سید روح‌الله خمینی (خمین)
خانه سید روح‌الله خمینی در خمین بنایی تاریخی مربوط به دوره قاجار است و در خمین، خیابان امام خمینی، جنب خیابان صالحی واقع شده است. این اثر در تاریخ ۱۱ تیر ۱۳۷۵ با شمارهٔ ثبت ۱۷۴۶ به‌عنوان یکی از آثار ملی ایران به ثبت رسیده‌است. این خانه محل زندگی و زادگاه روح‌الله خمینی، رهبر ایران و محل زندگی برادرش سید مرتضی پسندیده بوده است.
برج دفاعی این خانه در ضلع شمالی آن قرار دارد و جوی قناتی از زیر آن می‌گذرد. این خانه از بزرگ‌ترین خانه‌های روستای خمین در ده‌ها سال پیش بوده که از موقعیت مکانی منحصربه‌فردی (استراتژیکی) در خمین برخوردار بوده‌است.

## آتش زدن
در جریان خیزش ۱۴۰۱ ایران تصاویری در شبکه‌های اجتماعی منتشر شد که شعله‌های آتش را در حیاط این خانه نشان می‌داد.
در پی انتشار این خبر در شبکه‌های اجتماعی، خبرگزاری تسنیم وابسته به سپاه پاسداران، جمعه ۲۷ آبان گزارش‌ها از آتش زدن این خانه را تکذیب کرد و مدعی شد که در این خانه هم‌چنان به روی بازدیدکنندگان باز است.
بهنام نظری معاون سیاسی استاندار مرکزی نیز به خبرگزاری تسنیم گفته: خبر آتش سوزی بیت تاریخی روح الله خمینی صحت ندارد و ضدانقلاب تلاش دارد با راه انداختن دروغ و کذب، زمینه اغتشاش و دمیدن در اغتشاش را فراهم آورد که مساله آتش زدن بیت تاریخی موسوی خمینی راحل که برای ملت ایران دارای ارزش معنوی است، یکی از همین دروغ ها بود چراکه اصل چنین خبری از اساس دروغ است. اما خبرگزاری رویترز بلافاصله گزارش داد که با بررسی دو ویدئوی منتشر شده و مقایسه آنها با عکس‌های قدیمی به این نتیجه رسیده‌است که مکان آنها با مشخصات ساختمان خانه خمینی در خمین تطبیق دارد.
خبرگزاری های فرانس۲۴ دویچ وله ی آلمان در بخش های فارسی، انگلیسی، عربی و ترکی خود

، گاردین
،
صدای آمریکا
، سی بی سی کانادا 
،
تایمز هندوستان
،
ال مانیتور
 و بسیار خبرگزاری های دیگر در سطح جهان به این خبر پرداختند.
روزنامه‌های اسرائیل به‌‌ آتش کشیده شدن خانه-موزه خمینی در شهر خمین را به‌طور گسترده‌ای پوشش دادند.
اورشلیم‌پست روز جمعه، ضمن بازنشر ویدیویی از آتش‌ زدن خانه خمینی، نوشت معترضان در شهر قم هم بخش‌هایی از حوزه علمیه این شهر را به‌آتش کشیدند.
 رسانه های عرب زبان نیز به طور ویژه به پوشش این خبر در رسانه های خود پرداختند.